# نخست‌وزیر سوئد
نخست‌وزیر سوئد (به سوئدی: statsminister) رئیس دولت در سوئد است. پیش از ایجاد دفتر نخست‌وزیری سوئد در ۱۸۷۶، رئیس دولت جدا از رئیس کشور یعنی پادشاه، که اختیارات اجرایی در دست او بود، وجود نداشت. لوئیس گرهارد دی گیر، معمار شکل دادن ریکسداگ، پارلمان دو مجلسی جدید در سال ۱۸۶۶ بود که جایگزین ریکسداگ چندصدساله این کشور شد و در ۱۸۷۶ صاحب اولین دفتر شد.
از سال ۱۹۰۵ میلادی تاکنون، ۳۴ فرد به مقام نخست‌وزیری دولت سوئد دست یافتند. در خلال سالهای ۱۸۷۶ تا ۱۹۰۵ که در واقع کشور سوئد جزوی از پادشاهی متحده سوئد و نروژ بود، ۱۱ فرد در مقام نخست‌وزیر کشور در مسند قدرت بودند.